# Johann Gottfried Wilhelm Waldthausen
Johann Gottfried Wilhelm Waldthausen (* 15. Juli 1765 in Essen; † 28. April 1844 in Essen) war ein deutscher Kaufmann, Bergwerkbetreiber und Mitglied der Industriellenfamilie Waldthausen.

## Leben
Mit der Eröffnung einer Kolonialwarenhandlung begannen die geschäftlichen Aktivitäten von Johann Gottfried Wilhelm Waldthausen. Es folgte der Betrieb eines Wollhandelsgeschäftes. Man attestierte ihm hervorragende kaufmännische Fähigkeiten.
Bei der Ausübung zahlreicher Ehrenämter wuchs im Laufe der Jahre sein Ansehen bei der Essener Bevölkerung. So verlieh man ihm die Würde eines Senators beim städtischen Magistrat.
Mehr und mehr richtete sich sein Interesse zur prosperierenden Kohlen-Industrie. Im Jahre 1824 wurde er zum Lehnsträger von vier Zechen in der Gegend des heutigen Baldeneysees und Schellenberger Waldes.
Nach seinem Tod wurden 1859 diese vier Zechen konsolidiert. Die hierbei gebildete neue Gewerkschaft erhielt ihm zu Ehren den Namen Zeche Gottfried Wilhelm. Zu ihr wurde 1909, zwischen der Frankenstraße und dem Schellenberger Wald, die nach ihm benannte Gottfried-Wilhelm-Kolonie nach Plänen des Architekten Oskar Schwer errichtet, die als Wohnstätte der Bergarbeiter diente.